# Гомдейл (Айдахо)
Гомдейл (англ. Homedale) — місто в окрузі Овайгі, штат Айдахо, США. Згідно з переписом 2010 року населення становило 2633 особи, що на 105 осіб більше, ніж 2000 року.

## Географія
Гомдейл розташований за координатами 43°36′55″ пн. ш. 116°56′15″ зх. д. / 43.61528° пн. ш. 116.93750° зх. д. (43.615290, -116.937373).  За даними Бюро перепису населення США в 2010 році місто мало площу 3,80 км², уся площа — суходіл.

## Демографія

### Перепис 2010 року
За даними перепису 2010 року, у місті проживало 2 633 осіб у 877 домогосподарствах у складі 609 родин. Густота населення становила 696,1 ос./км². Було 960 помешкань, середня густота яких становила 252,2/км². Расовий склад міста: 63,1% білих, 0,2% афроамериканців, 1,3% індіанців, 1,0% азіатів, 31,3% інших рас, а також 3,2% людей, які зараховують себе до двох або більше рас. Іспанці та латиноамериканці незалежно від раси становили 43,0% населення.
Із 877 домогосподарств 43,9% мали дітей віком до 18 років, які жили з батьками; 48,2% були подружжями, які жили разом; 14,3% мали господиню без чоловіка; 7,0% мали господаря без дружини і 30,6% не були родинами. 25,2% домогосподарств складалися з однієї особи, у тому числі 12,9% віком 65 і більше років. У середньому на домогосподарство припадало 2,96 мешканця, а середній розмір родини становив 3,58 особи.
Середній вік жителів міста становив 31,9 року. Із них 33,5% були віком до 18 років; 8,7% — від 18 до 24; 25,2% від 25 до 44; 19% від 45 до 64 і 13,5% — 65 років або старші. Статевий склад населення: 49,9% — чоловіки і 50,1% — жінки.
Середній дохід на одне домашнє господарство  становив 32 426 доларів США (медіана — 24 474), а середній дохід на одну сім'ю — 37 514 долари (медіана — 29 722). Медіана доходів становила 29 091 долар для чоловіків та 22 519 доларів для жінок. За межею бідності перебувало 47,7 % осіб, у тому числі 69,6 % дітей у віці до 18 років та 22,7 % осіб у віці 65 років та старших.
Цивільне працевлаштоване населення становило 978 осіб. Основні галузі зайнятості: виробництво — 23,8 %, роздрібна торгівля — 17,9 %, сільське господарство, лісництво, риболовля — 13,6 %.

### Перепис 2000 року
За даними перепису 2000 року, у місті проживало 2 528 осіб у 842 домогосподарствах у складі 595 родин. Густота населення становила 1 109,2 ос./км². Було 933 помешкання, середня густота яких становила 409,4/км². Расовий склад міста: 63,77% білих, 0,20% афроамериканців, 0,99% індіанців, 0,71% азіатів, 0,08% тихоокеанських остров'ян, 30,58% інших рас і 3,68% людей, які зараховують себе до двох або більше рас. Іспанці та латиноамериканці незалежно від раси становили 39,24% населення.
Із 842 домогосподарств 42,3% мали дітей віком до 18 років, які жили з батьками; 54,3% були подружжями, які жили разом; 12,4% мали господиню без чоловіка, і 29,3% не були родинами. 26,6% домогосподарств складалися з однієї особи, у тому числі 14,7% віком 65 і більше років. У середньому на домогосподарство припадало 2,95 мешканця, а середній розмір родини становив 3,66 особи.
Віковий склад населення: 36,0% віком до 18 років, 8,8% від 18 до 24, 25,0% від 25 до 44, 16,2% від 45 до 64 і 14,0% від 65 років і старші. Середній вік жителів — 29 років. Статевий склад населення: 49,2 % — чоловіки і 50,8 % — жінки.
Середній дохід домогосподарств у місті становив $24 196, родин — $27 500. Середній дохід чоловіків становив $22 740 проти $19 722 у жінок. Дохід на душу населення в місті був $10 986. Приблизно 17,8% родин і 20,3% населення перебували за межею бідності, включаючи 24,9% віком до 18 років і 13,1% від 65 і старших.